# 선린국보기
선린국보기(일본어: 善隣国宝記 젠린호쿠호키[*])는 일본 교토 쇼코쿠지(相國寺)의 승려 즈이케이 슈호(瑞渓周鳳)가 한문으로 저술한 외교 자료집으로 일본 최초의 외교사 서적으로 알려져 있다. 서문은 분쇼(文正) 원년 (1466년)에 작성되었으며, 후서(後書)에 분메이(文明) 2년(1470년)의 연호가 기재되어 있다. 그러나 일부 문서의 하한은 분메이 18년(1486년)이며, 분메이 5년(1473년) 즈이케이 슈호 입적 후에 가필이 이루어졌다고 여겨진다. 전3권.

## 요약
상권(上巻)은 전설적인 일본의 군주인 스이닌 천황 88년(서기 59년) 임나의 소나갈질지가 왜국을 방문하는 것으로 시작하여 무로마치 막부(북조)에 의한 남북조 합일이 이루어지는 메이토쿠(明德) 3년/겐추(元中) 9년(1392년)까지 중국 · 조선과의 관계나 승려의 왕래를 중심으로 한 편년체 외교사가 실려 있다. 중권(中巻)은 오에이 5년(1398년)에서 분메이 7년(1475년)까지의 명나라와 조선과의 외교 문서, 하권은 에이쿄(永享) 5년(1433년)에서 분메이 18년(1486년)까지 외교 문서의 별폭이 담겨있다. 상권에는 《신황정통기》나 《원형석서》, 현존하지 않는 《해외국기》(海外国記) · 《서적후전기》(書籍後伝記) 등의 인용이 있다.
이 책에는 고잔파 선승들이 가지고 있던 불교 천문학적인 세계관이나 《신황정통기》 인용에 따른 이른바 '신국'(神國) 관념의 표현이 이루어지고있는 부분이 있다. 또한 명의 황제에 대한 상표문 형식에 대해 "(쇼군이) 일본 국왕을 자칭해서는 안 된다", "(명 황제의 신하임을 나타내는) 신(臣)의 글자는 부득이한 경우 일본 천황의 신하인 것처럼 써야 한다", " 연호는 일본의 연호(원호)를 사용해야 하지만 부득이한 경우에는 간지를 사용한다"라고 쓰여져 있어 일본 국왕으로 책봉되고 명 왕조의 책력을 받은 쇼군 요시미쓰의 자세를 비판하고 있다. 때문에 일본에서는 전쟁 전부터 패전 후 한시기에 걸쳐 이 책이 가진 국체관(國體觀)이 주목받은 시기도 있었다. 하지만 즈이케이 슈호의 국체관은 그와 오랜 친분이 있던 명경도의 기요하라노 나리타다(清原業忠)의 영향이(《신황정통기》의 수용을 포함해서) 크기에 이 책에 실린 국체관이 곧 즈이케이 슈호 자신의 관념이라고는 말할 수 없고, 오히려 즈이케이 슈호 자신은 아시카가 요시미쓰 이후에 성립된 대명 외교 자체를 부정하는 입장은 아니었던 것이 확인되고 있다. 공식령을 충실하게 해석하고 따르자면 일본에서 외교 문서 초안 작성은 조정의 대내기(大內記)의 직무였지만, 조정 권력의 쇠퇴와 함께 대내기의 직무는 껍데기뿐인 것으로 전락한지 오래였고, 또한 아시카가 요시미쓰는 교토의 조정과 분리된 입장에서 외교를 실시하였기에, 요시미츠 이후 무로마치 막부에서는 한문에 능통한 고잔파의 선승들이 외교 문서의 작성을 담당하게 되었고, 즈이케이 슈호 자신도 간쇼(寬正) 5년(1464년)의 명 황제에게 보내는 상표문 작성을 담당하고 있었다. 그는 그 경험을 토대로 알게 된 외교 문서에 관한 옛 규정과 선례를 오산파의 후진들에게 알리는 동시에, 오산파가 가진 외교 문서 작성의 권한을 장기간에 걸쳐 유지해 나가기 위한 목적으로 선린국보기를 작성하게 된 것으로 여겨진다.
실제로 이 책은 도요토미 정권에서 외교 문서를 맡았던 쇼코쿠지의 사이쇼 조타이(西笑承兌)와 에도 막부에서 외교 문서를 담당한 난젠지(南禪寺)의 이신 스덴(以心崇伝) 등 오산파 선승들에 의해 참고 자료로 사용되었다. 나중에 에도 막부의 외교 문서 작성권은 하야시 가(林家)로 옮겨지지만, 오산파 선승들은 그뒤로도 막부의 명에 의해 쓰시마 후추 번의 이테이 암자에 조선수문직으로 파견되어 대조선 외교 문서 작성에 임하게 된다. 또한 에도 시대에는 《속선린국보기》(續善隣國宝記) 등 《선린국보기》의 뒤를 잇는 목적을 드러낸 책들이 다수 저술되고 있다.

## 참고 문헌
- 다나카 다케오(田中健夫) 『전근대의 국제 교류와 외교 문서』(前近代の国際交流と外交文書, 吉川弘文館 1996년)

제1장 「한자 문화권 속의 무가 정권」/ 제3장 「15세기 조선과 일본 지식인의 상호 인식」
- 다나카 다케오 「善隣国宝記」（『国史大辞典 8』 (吉川弘文館 1987년) ISBN 978-4-642-00508-1
- 다카하시 기미아키(橋公明 )「善隣国宝記」（『日本史大事典 4』(헤이본샤 1993년) ISBN 978-4-582-13104-8
- 다나카 다케오 「善隣国宝記」(『日本歴史大事典 2』(쇼카쿠칸 2000년) ISBN 978-4-09-523002-3
- 다나카 다케오 편 『善隣国宝記　訳注日本史料』(슈에이샤 1995년) ISBN 4-08-197029-7

## 같이 보기
- 명일무역